# Яхьяев, Магомедмурад Абдулмаджидович
Магомедмурад Абдулмаджидович Яхьяев (Яхъяев) (4 февраля 2005, Махачкала, Дагестан, Россия) — российский борец вольного стиля, призёр чемпионата России. Мастер спорта России (2025).

## Биография
Родился в Махачкале. Воспитанник махачкалинской школы имени Абдулрашида Садулаева, тренируется под руководством Муртазаали Омарова и Магомедсайгида Маматаева. 
В середине февраля 2020 года в Хасавюрте стал бронзовым призёром Первенства Дагестана среди юношей до 16 лет. 
В начале февраля 2022 года в Хасавюрте, одолев в финале местного борца Тимура Духаева, выиграл Первенство Дагестана среди юношей памяти Гамида Гамидова. 
5 марта 2022 года в Грозном, победив в финале Сослана Тхалиджокова из Кабардино-Балкарии, выиграл Первенство СКФО среди юношей до 18 лет. 
6 мая 2022 года в Чите, победив в схватке за 3 место Сослана Тхалиджокова, завоевал бронзовую медаль Первенства России среди юношей до 18 лет. 
В конце октября 2022 года в Красноярске стал бронзовым призёром Международного юношеского турнира на призы Бувайсара Сайтиева. 
В конце декабря 2022 года, проиграв в финале Ахмедкамилю Хайрулаеву, стал вторым на первенстве Махачкалы среди юниоров до 21 года. 
13 октября 2023 года в Краснодаре на всероссийских соревнования среди юниоров до 21 памяти Бесика Кудухова дошёл до финала, в котором проиграл Магомеду Идрисову из Дагестана. 
25 апреля 2024 года в Грозном в 1/8 финала Первенства России до 20 лет уступил Магомеду Идрисову. 
18 августа 2024 года в станице Преградная Карачаево-Черкесии, в схватке за бронзовую медаль Первенства России среди борцов до 23 лет, вновь уступил Магомеду Идрисову. 
13 октября 2024 года в Краснодаре стал победителем Всероссийские соревнований среди борцов до 20 лет памяти Бесика Кудухова, в финале он поборол Магомеда Хабибова из Дагестана. 
В начале ноября 2024 года дошёл до финале Всероссийского турнира памяти Теждина Гусейнова. 
В январе 2025 года в Красноярске принимал участие на Кубке памяти Ивана Ярыгина. 
6 мая 2025 года в Каспийске, взяв вверх в финале над Мажидгаджи Алиевым, выиграл Первенство Дагестана U23 памяти Магомеда Алиомарова. 
28 июня 2025 года на чемпионате России в Москве, в схватке за 3 место он одолел Камиля Абдулвагабова, став обладателем бронзовой медали.

## Спортивные результаты
- Чемпионат России по вольной борьбе 2025 — ;